# Geukensia demissa

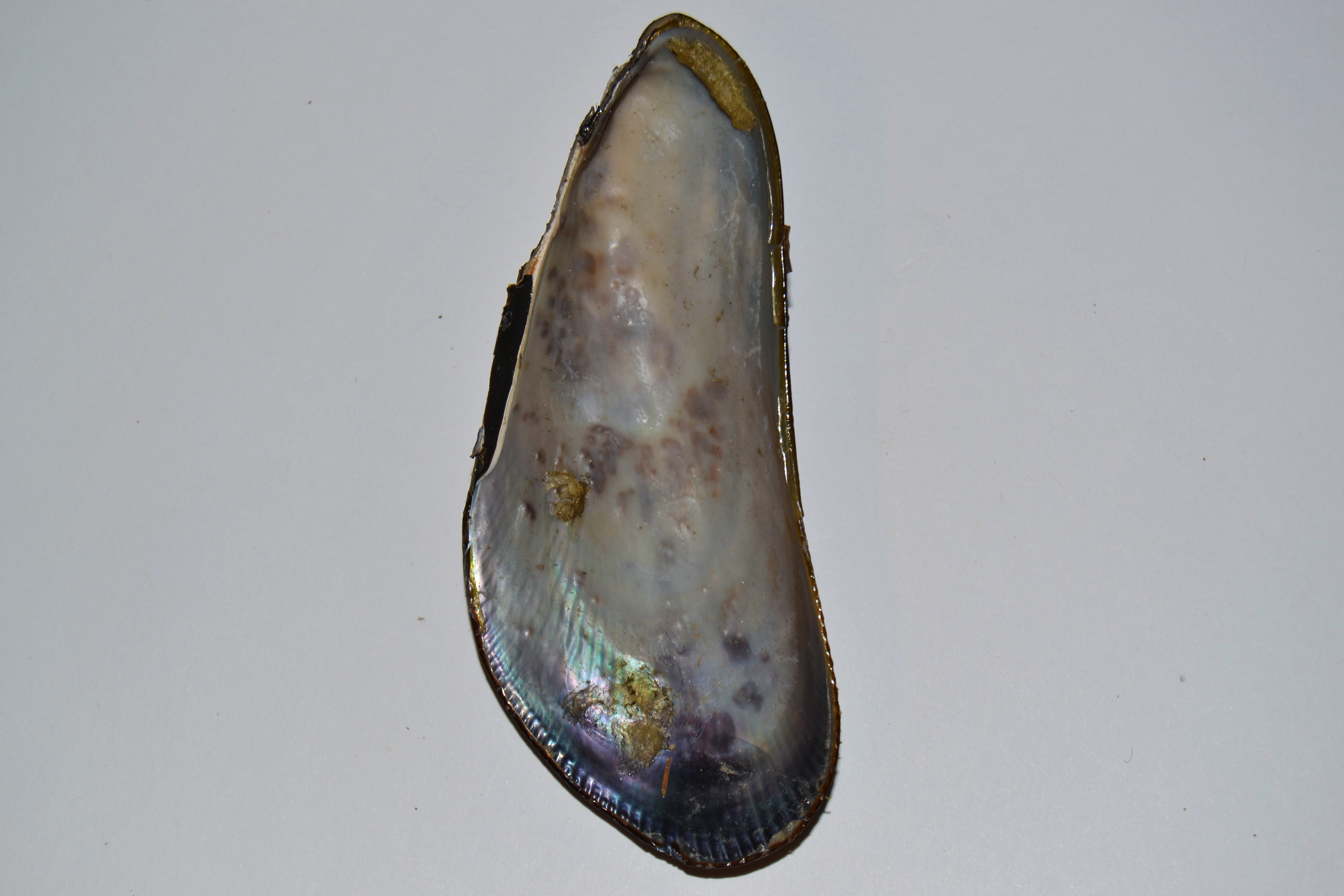
Innenseite der linken Klappe

Geukensia demissa ist eine Muschel-Art aus der Familie der Miesmuscheln (Mytilidae). Sie ist ursprünglich an der Ostküste Nordamerikas (von Nova Scotia bis Florida) beheimatet, inzwischen jedoch auch an die Westküste Nordamerikas verschleppt worden. Es ist die Typusart der Gattung Geukensia Van den Poel, 1959. 

## Merkmale
Das Gehäuse ist länglich, mit einem gewinkelten Dorsalrand und einem konkav gebogenen Ventralrand. Die größte Höhe liegt im hinteren Gehäusedrittel. Die Gehäuse werden bis zu 10 cm lang (ausnahmsweise auch bis 13 cm) und bis etwa 4 cm hoch (Längen-Breiten-Index etwa 2,4). Die Wirbel sind breit gerundet und sitzen hinter dem Vorderende. Vor allem der hintere Teil des Gehäuses ist mit kräftigen, dicht stehenden, radialen Rippen bedeckt, die dem Gehäuserand ein feines gezähneltes Aussehen geben. Lediglich ein Feld am Vorderende und zum Ventralrand hin ist ohne Rippen. Das Periostracum ist oliv-braun, gelblich-braun, dunkelbraun bis schwarz. Die Schale selber ist grauweiß und ist nur zu sehen an Stellen, wo das Periostracum abgerieben ist. Die Innenseite ist silber oder bläulich weiß und meist irisierend.
Die Schale besteht aus insgesamt vier Lagen, einer inneren Perlmuttlage, einer Lage mit konischen aragonitischen Prismen, einer äußeren Lage mit kalzitischen Prismen und dem organischen Periostracum.

### Ähnliche Arten
Geukensia demissa unterscheidet sich von der Schwesterart Geukensia granosissima durch die etwas weniger zahlreichen, weiter auseinander stehenden, aber glatten Rippen. Bei Geukensia granosissima sind die Rippen gekörnelt, worauf der wissenschaftliche Artname granosissima hindeutet. Außerdem sind deutliche molekulargenetische Unterschiede vorhanden.

## Geographische Verbreitung
Geukensia demissa kommt an der nordamerikanischen Ostküste von Nova Scotia in Kanada bis Florida im Süden der Vereinigten Staaten vor. Sie wurde bereits zu Anfang des 20. Jahrhunderts an die Westküste Nordamerikas (Bucht von San Francisco, Kalifornien) und etwas später auch nach Niederkalifornien (Bundesstaat Baja California, Mexiko) verschleppt. Inzwischen ist sie auch im amerikanischen Bundesstaat Texas und in den mexikanischen Bundesstaaten Yucatán und Campeche sowie in Venezuela nachgewiesen.
In den Salzmarschen der amerikanischen Ostküste ist die Art ein dominierendes Faunenelement der Spartina alterniflora-Zone. Sie kann dort in sehr hohen Individuenzahlen auftreten.

## Lebensweise
Die Tiere leben mit dem Vorderende voraus halb eingegraben im Schlamm des Gezeitenbereichs. Sie heften sich mit Byssusfäden an festere Objekte im Schlamm, aber auch an Marsch- und Schlickgräser an. Während der Ebbe sind die Klappen geschlossen. Sie sind getrenntgeschlechtlich, die Geschlechtsprodukte werden im ursprünglichen Verbreitungsgebiet vom Frühjahr bis in den Frühherbst (Peak: Hochsommer) ins freie Wasser abgegeben. Bereits mit 12 mm Länge können diese Muscheln geschlechtsreif werden. Sie werden wahrscheinlich über 20 Jahre alt.

## Taxonomie
Das Taxon wurde 1817 von Lewis Weston Dillwyn als Mytilus demissus aufgestellt. Es ist die Typusart der Gattung Geukensia Van den Poel, 1959. Sie erscheint auch in neueren Publikationen noch in der Kombination Ischadium demissum. 

## Belege

### Online
- Loren Coen, Keith Walter: Ribbed Mussel Geukensia demissa. 6 S., South Carolina Department of Natural Resources PDF